# Big Brother 1
Big Brother 1 a fost primul sezon al reality-showului Big Brother din România. A fost difuzat pe Prima TV. 
Concursul a început pe 16 martie 2003 și s-a terminat pe 6 iulie 2003, durând 113 zile. A fost prezentat de Andreea Raicu și Virgil Ianțu. Câștigător a fost Sorin Fisteag "Soso".

## Concurenți
- Soso
- Alida
- Florin
- Andreea
- Nadira
- Mumu
- Iulia
- Violeta
- Adrian
- Ernest
- Izabela
- Costel
- Corina Bud

## Desfășurarea Emisunii
|                     | #1             | #2         | #3            | #4              | #5                           | #6            | #7              | #8            | FINALA                        | FINALA                         |
| ------------------- | -------------- | ---------- | ------------- | --------------- | ---------------------------- | ------------- | --------------- | ------------- | ----------------------------- | ------------------------------ |
| Soso                | Nadira Violeta | Iulia ?    | ?             | ?               | ?                            | ?             | Costel Izabela  | Costel Florin | Câștigător                    | Câștigător                     |
| Alida               | Nadira Adrian  | Mumu ?     | ?             | ?               | ?                            | ?             | Andreea Florin  | Costel Florin | Locul 2                       | Locul 2                        |
| Florin              | Nadira Izabela | Iulia ?    | ?             | ?               | ?                            | ?             | Andreea Soso    | Andreea Alida | Locul 3                       | Locul 3                        |
| Andreea             | Brad Nina      | ?          | ?             | ?               | ?                            | ?             | Florin Izabela  | Costel Florin | Locul 4                       | Locul 4                        |
| Costel              | Nadira Iulia   | Iulia ?    | ?             | ?               | ?                            | ?             | Andreea Soso    | Alida Soso    | Evacuat                       | Evacuat                        |
| Izabela             | Nadira Adrian  | Mumu ?     | ?             | ?               | ?                            | ?             | Andreea Soso    | Evacuat       | Evacuat                       | Evacuat                        |
| Ernest              | Nadira Izabela | Iulia ?    | ?             | ?               | ?                            | ?             | Evacuat         | Evacuat       | Evacuat                       | Evacuat                        |
| Adrian              | Nadira Izabela | Iulia ?    | ?             | ?               | ?                            | Evacuat       | Evacuat         | Evacuat       | Evacuat                       | Evacuat                        |
| Violeta             | Iulia Andreea  | Mumu ?     | ?             | ?               | Evacuat                      | Evacuat       | Evacuat         | Evacuat       | Evacuat                       | Evacuat                        |
| Iulia               | Nadira Adrian  | Mumu ?     | ?             | Evacuat         | Evacuat                      | Evacuat       | Evacuat         | Evacuat       | Evacuat                       | Evacuat                        |
| Mumu                | Nadira Iulia   | Iulia ?    | Evacuat       | Evacuat         | Evacuat                      | Evacuat       | Evacuat         | Evacuat       | Evacuat                       | Evacuat                        |
| Nadira              | Izabela Iulia  | Evacuat    | Evacuat       | Evacuat         | Evacuat                      | Evacuat       | Evacuat         | Evacuat       | Evacuat                       | Evacuat                        |
| Aproape de evacuare | Izabela Nadira | Iulia Mumu | Iulia Izabela | Izabela Violeta | Adrian Ernest Florin Soso    | Costel Ernest | Andreea Izabela | Costel Florin | Toți participanții            | Toți participanții             |
| Evacuat             | Nadira 56.9%   | Mumu 56%   | Iulia 58%     | Violeta 51%     | Adrian 45%                   | Ernest 54%    | Izabela         | Costel 52%    | Andreea 6% to win (out of 4)  | Florin 12.9% to win (out of 3) |
| Evacuat             | Nadira 56.9%   | Mumu 56%   | Iulia 58%     | Violeta 51%     | Adrian 45%                   | Ernest 54%    | Izabela         | Costel 52%    | Alida 17.6% to win (out of 2) |                                |
| Finala              | Izabela 43.1%  | Iulia 44%  | Izabela 42%   | Izabela 49%     | Ernest 43% Florin 9% Soso 3% | Costel 46%    | Andreea         | Florin 48%    | Soso 82.4% to win (out of 2)  | Soso 82.4% to win (out of 2)   |